# Magnus Ferlén

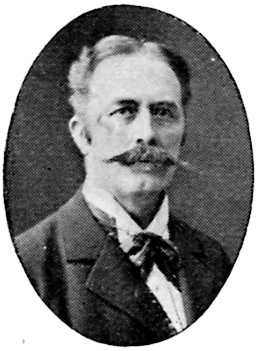
Magnus Ferlén

Magnus August Ferlén, född 21 februari 1849 Härnösand, död 19 april 1922 i Stockholm, var en svensk konstnär och amanuens i fångvårdsstyrelsen från 1882. 
Han var en skicklig akvarellist men var huvudsakligen verksam som porträttmålare och utförde ofta miniatyrporträtten på elfenben. Han avbildade bland annat greve Philip Klingspor, ledare av 1:a kammaren. Student vid Uppsala universitet 1871. Han var elev till Georg von Rosen och företog 1895 såsom Letterstedtsk stipendiat en studieresa till Paris. Han medverkade i Konstakademiens utställningar 1885 och 1887 samt med Stockholms konstförening. Han blev ledamot av Svenska konstnärernas förening 1897.